# Religija na Kosovu
Religija na Kosovu zastupljena je s nekoliko vjerskih zajednica. 

## Povijest
U starom vijeku ovdje su živjela ilirska plemena. Osvajanja Aleksandra Makedonskog pridonijela su širenju utjecaja starogrčke vjere. Dolaskom Rimljana širi se rimska vjera. Kosovo je jedno od mjesta gdje se kršćanstvo davno proširilo. Do velike podjele kršćanstva, Katoličkoj Crkvi bio je naklonjen zapad. U ostatku Pravoslavnoj Crkvi, kao posljedica bizantske, bugarske i srpske vlasti.
Dolazak pod osmansku vlast za posljedicu je imalo islamiziranje. Islamiziranje je trajalo od 15. stoljeća. Postupno se širilo. Albanci su dijelom ostali uz rimokatoličanstvo, a veći dio se islamizirao. Rimokatolici su također i pripadnici male hrvatske zajednice. Pravoslavni su Srbi, Crnogorci a vjerojatno je da su Albanci pravoslavne vjere asimilirali se u Srbe. Islamske vjere su i Turci, Goranci, Aškalije i Romi. Dosta je bilo kriptokršćana. Dolaskom Kosova pod Srbiju i poslije u Kraljevini Jugoslaviji donio je stimulirani odljev muslimana u Tursku i pokušaje državnog naseljavanja Srba i Crnogoraca. 
Komunističko doba značilo je promicanje ateizma. Broj prebjega iz Albanije na Kosovo nikad nije jasno prikazan zbog čega je bio predmetom mitomanskih tumačenja. Broj pravoslavaca se smanjivao migracijama Srba i Crnogoraca u užu Srbiju. 
Raspadom Jugoslavije i osamostaljivanjem sastavnih država, pripadnici manjina iz tih država uvelike odseljavaju. Tako se smanjio broj Hrvata rimokatolika. Osamostaljenjem Kosova Srbi i Crnogorci odlaze u Srbiju ili na sjeveroistočni dio Kosova te se tako izmijenila vjerska struktura.

## Vjerska struktura
Procjene koje navodi CIA kao procjena za 2011. godinu govore o sljedećem vjerskom sastavu:
- muslimani 95,6% (suniti)
- rimokatolici 2,2%
- pravoslavni (Srpska pravoslavna Crkva) 1,5%
- ostali 0,07%
- nikoje vjere 0,07%
- nespecificirano 0,6%

## Galerija
- Širenje kršćanstva u Europi i na Sredozemlju.
- Europa u doba velike podjele 1054. godine.
- Religija u Europi, na Sredozemlju i na Bliskom Istoku 1100.
- Religije u Europi 1560.